# باكو (إدوسكا)
باكو هو دُوَّار يقع بجماعة تومليلين، إقليم تارودانت، جهة سوس ماسة في المملكة المغربية. ينتمي الدوّار لمشيخة إدوسكا التي تضم 29 دوار. يقدر عدد سكانه بـ 94 نسمة حسب الإحصاء الرسمي للسكان والسكنى لسنة 2004.

## روابط خارجية
- البوابة الوطنية للجماعات الترابية
- المندوبية السامية للتخطيط